# Kevin DeVergilio
Kevin Matthew DeVergilio (Sterling Heights, 1º agosto 1986) è un ex hockeista su ghiaccio statunitense naturalizzato italiano, di ruolo attaccante.

## Carriera

### Club
DeVergilio, dopo essere cresciuto alla St. Lawrence University, esordì in ECHL alla fine della stagione 2008-09 giocando due partite con i Las Vegas Wranglers. Nella stagione successiva giocò per gli Idaho Steelheads, richiamato in occasione di alcuni incontri dai Texas Stars, squadra della American Hockey League partner degli Steelheads. Nell'estate del 2010 cambiò squadra firmando un contratto con gli Emira Jackals, tuttavia a metà stagione si trasferì in Norvegia terminando l'anno con i Manglerud Star, ottenendo ben 29 punti in 19 partite disputate.
Nell'autunno del 2011 si trasferì nella Serie A italiana, ingaggiato dal Pontebba. Nonostante sei giornate di squalifica concluse la stagione regolare da capocannoniere e insieme al contributo del connazionale Tommy Goebel portò ai playoff la formazione friulana. Al termine dell'anno fu autore di 73 punti in 42 gare, frutto di 31 reti e 41 assist.
Iniziò la stagione 2012-13 in Svezia allo Tingsryds AIF, tuttavia lasciò la squadra dopo solo sette incontri. Nel mese di ottobre trovò squadra nella EBEL, accasandosi per il resto della stagione all'Olimpija Lubiana.
Nell'estate del 2013 tornò in Italia vestendo la maglia dei campioni in carica dell'Asiago Hockey  che lo misero sotto contratto per rimpiazzare Chris DiDomenico dato per partente. Quando anche DiDomenico firmò il prolungamento del contratto con l'Asiago, la società in un primo momento pensò di cedere in prestito DeVergilio a qualche altra squadra, in seguito però, visto anche l'impegno in Continental Cup della formazione veneta, i due giocatori rimasero entrambi sull'Altopiano rinforzando così ulteriormente il reparto avanzato dei campioni d'Italia. Rimase sull'altopiano anche la stagione successiva, dove coi veneti vinse lo scudetto.
Nell'aprile del 2015, a pochi giorni dalla vittoria del tricolore con l'Asiago, DeVergilio si trasferì all'HC Val Pusteria.

### Nazionale
Nell'autunno del 2015 DeVergilio maturò due anni consecutivi di permanenza nel campionato italiano e, grazie al possesso del passaporto italiano, poté essere convocato in Nazionale. L'esordio avvenne nel dicembre 2015 in occasione dell'Euro Ice Hockey Challenge disputatosi in Polonia. Nel febbraio 2016 vinse con il Blue Team il torneo preolimpico disputatosi a Cortina d'Ampezzo.

## Palmarès

### Club
- Campionato italiano: 1

Asiago: 2014-2015
- Campionato sloveno: 1

Olimpija Lubiana: 2012-2013
- Supercoppa italiana: 1

Asiago: 2013

### Individuale
- Maggior numero di reti della Serie A: 1

2011-2012 (29 reti)
- Capocannoniere della Serie A: 1

2011-2012 (68 punti)